# 新潟県立与板高等学校
新潟県立与板高等学校（にいがたけんりつよいたこうとうがっこう、英: Niigata Prefectural Yoita High School）は、かつて新潟県長岡市与板町東与板にあった県立高等学校。新潟県立寺泊高等学校と統合して新潟県立正徳館高等学校（当校所在地に設立）となり、2007年（平成19年）3月末に閉校した。

## 概要
1943年（昭和18年）、財政難等により中等教育機関が皆無であった三島郡内に与板高等女学校として開校。本来であれば旧制中学校の開校が望まれていたが、高等女学校の方が費用が安価であることから開校した。

## 沿革
- 1942年（昭和17年）11月17日 - 新潟県より設置認可。
- 1943年（昭和18年）
  - 4月1日 - 与板町立与板高等女学校として与板小学校内に間借りして開校。
  - 5月15日 - 開校式挙行、この日を創立記念日とする（井伊神社祭礼日）。
- 1946年（昭和21年）1月28日 - 校歌制定（現在の第一校歌に相当する）。
- 1947年（昭和22年）4月1日 - 学制改革による移行により専攻科を設置（1年限り）。
- 1948年（昭和23年）
  - 4月1日 - 県立移管に伴い新潟県立与板高等学校と改称。男女共学開始。
  - 6月1日 - 定時制中心校・脇野町分校を設置。
- 1949年（昭和24年）
  - 3月5日 - 独立新校舎一部竣工、現在地へ移転。
  - 4月1日 - 定時制寺泊分校を設置。
- 1950年（昭和25年）4月1日 - 被服科を設置。
- 1953年（昭和28年）3月28日 - 第二校歌を制定、以後この校歌が式典等で歌われるようになる。
- 1957年（昭和32年）4月1日 - 県が女子の高校進学率上昇を目的として、被服科から家庭科へ改組。
- 1963年（昭和38年）4月1日 - 家庭科から家政科へ改組。
- 1964年（昭和39年）6月19日 - 新潟地震により木造校舎半壊、グランド等が多大な被害を受ける。
- 1966年（昭和41年）
  - 3月 - 昭和41年度入学試験より学区拡張、長岡・見附学区と同学区となる。入試教科も9教科から5教科へ変更。
  - 10月20日 - 新校舎竣工、仮設校舎より移転。
- 1970年（昭和45年）3月8日 - 定時制脇野町分校閉校式。
- 1971年（昭和46年）4月1日 - 定時制寺泊分校が全日制へ移行。
- 1974年（昭和49年）3月22日 - 定時制中心校閉校式。
- 1980年（昭和55年）
  - 2月28日 - 寺泊分校新校舎竣工。
  - 7月 - 野球部が第62回全国高等学校野球選手権大会新潟県大会で準優勝（優勝校は新潟県立新発田農業高等学校）。
- 1983年（昭和58年）12月23日 - 小体育館竣工。
- 1986年（昭和61年）4月1日 - 寺泊分校が独立、新潟県立寺泊高等学校となる。
- 1990年（平成2年）4月1日 - ブレザー型制服導入。
- 1993年（平成5年）3月31日 - 特別教室棟竣工（情報教室・視聴覚教室・LL教室）。
- 1995年（平成7年）1月21日 - 家政科閉科式。
- 1996年（平成8年）3月15日 - 大体育館竣工。
- 2005年（平成17年）4月1日 - 平成17年度より新潟県立正徳館高等学校が本校内に開校、募集停止。
- 2006年（平成18年）
  - 1月1日 - 学校所在地の与板町が長岡市へ編入合併。
  - 10月14日 - 閉校記念式典挙行。
- 2007年（平成19年）
  - 3月2日 - 最後の卒業式。
  - 3月31日 - 閉校。

## 校歌・校章
- 『新潟県立与板高等学校第一校歌』（作詞：相馬御風、作曲：中山晋平）
- 『新潟県立与板高等学校第二校歌』（作詞：堀口大學、作曲：團伊玖磨）

※校章は与板藩を統治していた井伊氏の家紋である「丸に橘」が使用されている。

## 著名な出身者
- 遠藤鉄四郎（元三島町長）
- 近藤有己（格闘家）
- 片桐一男（青山学院大学名誉教授）
- 大久保孝（元韓国 サムスン物産社長）